# Lewis Ridge
Lewis Ridge ist ein schroffer, eisbedeckter und 23 km langer Gebirgskamm in der antarktischen Ross Dependency. Im Transantarktischen Gebirge erstreckt er sich östlich der Holland Range zwischen dem Morton-Gletscher und dem Hewitt-Gletscher und endet an der Shackleton-Küste am Richards Inlet vor dem Ross-Schelfeis. 
Das Advisory Committee on Antarctic Names benannte ihn 1966 nach Commander George H. Lewis von der United States Navy, Schiffsführer der USS Burton Island während der Operation Deep Freeze im Jahr 1964.